# جاستین ال. بارت
جاستین ال. بارت (انگلیسی: Justin L. Barrett؛ زادهٔ ۱ ژانویهٔ ۱۹۷۱) یک روان‌شناس تجربی اهل ایالات متحده آمریکا است. او بنیانگذار و رئیس Blueprint 1543، یک سازمان غیرانتفاعی است همچنین قبلاً مدیر مرکز توسعه انسانی در پاسادینا، کالیفرنیا، پروفسور در علوم رشد، و استاد روانشناسی در دانشکده روانشناسی فارغ‌التحصیل فولر بود. او قبلاً محقق ارشد و مدیر مرکز انسان‌شناسی و ذهن در مؤسسه انسان‌شناسی شناختی و تکاملی در دانشگاه آکسفورد بود.